# Selección de fútbol sala de Tayikistán
La Selección de fútbol sala de Tayikistán es el equipo que representa al país en la Copa Mundial de fútbol sala de la FIFA y en el Campeonato Asiático de Futsal; y es controlado por la Federación de Fútbol de Tayikistán.

## Estadísticas

### Copa Mundial de Futsal FIFA
| Copa Mundial de fútbol sala de la FIFA | Copa Mundial de fútbol sala de la FIFA | Copa Mundial de fútbol sala de la FIFA | Copa Mundial de fútbol sala de la FIFA | Copa Mundial de fútbol sala de la FIFA | Copa Mundial de fútbol sala de la FIFA | Copa Mundial de fútbol sala de la FIFA | Copa Mundial de fútbol sala de la FIFA |
| Año                                    | Ronda                                  | J                                      | G                                      | E                                      | P                                      | GF                                     | GC                                     |
| -------------------------------------- | -------------------------------------- | -------------------------------------- | -------------------------------------- | -------------------------------------- | -------------------------------------- | -------------------------------------- | -------------------------------------- |
| 1992 - 2004                            | No participó                           | No participó                           | No participó                           | No participó                           | No participó                           | No participó                           | No participó                           |
| 2008                                   | No clasificó                           | No clasificó                           | No clasificó                           | No clasificó                           | No clasificó                           | No clasificó                           | No clasificó                           |
| 2012                                   | No clasificó                           | No clasificó                           | No clasificó                           | No clasificó                           | No clasificó                           | No clasificó                           | No clasificó                           |
| 2016                                   | No clasificó                           | No clasificó                           | No clasificó                           | No clasificó                           | No clasificó                           | No clasificó                           | No clasificó                           |
| 2021                                   | No clasificó                           | No clasificó                           | No clasificó                           | No clasificó                           | No clasificó                           | No clasificó                           | No clasificó                           |
| 2024                                   | Fase de grupos                         | 3                                      | 0                                      | 0                                      | 3                                      | 7                                      | 15                                     |
| Total                                  | 0/10                                   | 3                                      | 0                                      | 0                                      | 3                                      | 7                                      | 15                                     |

### Copa Asiática de Futsal de la AFC
| Copa Asiática de Futsal de la AFC | Copa Asiática de Futsal de la AFC | Copa Asiática de Futsal de la AFC | Copa Asiática de Futsal de la AFC | Copa Asiática de Futsal de la AFC | Copa Asiática de Futsal de la AFC | Copa Asiática de Futsal de la AFC | Copa Asiática de Futsal de la AFC |
| Año                               | Ronda                             | J                                 | G                                 | E                                 | P                                 | GF                                | GC                                |
| --------------------------------- | --------------------------------- | --------------------------------- | --------------------------------- | --------------------------------- | --------------------------------- | --------------------------------- | --------------------------------- |
| 1999 - 2000                       | No participó                      | No participó                      | No participó                      | No participó                      | No participó                      | No participó                      | No participó                      |
| 2001                              | Fase de grupos                    | 4                                 | 1                                 | 0                                 | 3                                 | 16                                | 26                                |
| 2002                              | No clasificó                      | No clasificó                      | No clasificó                      | No clasificó                      | No clasificó                      | No clasificó                      | No clasificó                      |
| 2003                              | No clasificó                      | No clasificó                      | No clasificó                      | No clasificó                      | No clasificó                      | No clasificó                      | No clasificó                      |
| 2004                              | No clasificó                      | No clasificó                      | No clasificó                      | No clasificó                      | No clasificó                      | No clasificó                      | No clasificó                      |
| 2005                              | Segunda ronda                     | 6                                 | 3                                 | 0                                 | 3                                 | 25                                | 27                                |
| 2006                              | Fase de grupos                    | 3                                 | 2                                 | 0                                 | 1                                 | 16                                | 18                                |
| 2007                              | Cuartos de final                  | 4                                 | 1                                 | 1                                 | 2                                 | 11                                | 15                                |
| 2008                              | Fase de grupos                    | 3                                 | 1                                 | 0                                 | 2                                 | 6                                 | 27                                |
| 2010                              | Fase de grupos                    | 3                                 | 1                                 | 0                                 | 2                                 | 10                                | 27                                |
| 2012                              | Fase de grupos                    | 3                                 | 1                                 | 0                                 | 2                                 | 8                                 | 12                                |
| 2014                              | Fase de grupos                    | 3                                 | 0                                 | 0                                 | 3                                 | 5                                 | 21                                |
| 2016                              | Fase de grupos                    | 3                                 | 0                                 | 1                                 | 2                                 | 8                                 | 16                                |
| 2018                              | Fase de grupos                    | 3                                 | 1                                 | 0                                 | 2                                 | 11                                | 8                                 |
| 2022                              | Cuartos de final                  | 4                                 | 2                                 | 0                                 | 2                                 | 16                                | 14                                |
| 2024                              | Cuarto lugar                      | 6                                 | 2                                 | 4                                 | 0                                 | 15                                | 12                                |
| Total                             | 12/16                             | 45                                | 15                                | 6                                 | 24                                | 147                               | 223                               |

### Juegos Asiáticos Bajo Techo
| Futsal en los Juegos Asiáticos Bajo Techo | Futsal en los Juegos Asiáticos Bajo Techo | Futsal en los Juegos Asiáticos Bajo Techo | Futsal en los Juegos Asiáticos Bajo Techo | Futsal en los Juegos Asiáticos Bajo Techo | Futsal en los Juegos Asiáticos Bajo Techo | Futsal en los Juegos Asiáticos Bajo Techo | Futsal en los Juegos Asiáticos Bajo Techo | Futsal en los Juegos Asiáticos Bajo Techo |
| Año                                       | Ronda                                     | J                                         | G                                         | E                                         | P                                         | GF                                        | GC                                        | DIF                                       |
| ----------------------------------------- | ----------------------------------------- | ----------------------------------------- | ----------------------------------------- | ----------------------------------------- | ----------------------------------------- | ----------------------------------------- | ----------------------------------------- | ----------------------------------------- |
| 2005                                      | No participó                              | No participó                              | No participó                              | No participó                              | No participó                              | No participó                              | No participó                              | No participó                              |
| 2007                                      | 4º Lugar                                  | 6                                         | 2                                         | 1                                         | 3                                         | 30                                        | 31                                        | -1                                        |
| 2009                                      | Fase de grupos                            | 2                                         | 0                                         | 0                                         | 2                                         | 4                                         | 11                                        | -7                                        |
| 2013                                      | No participó                              | No participó                              | No participó                              | No participó                              | No participó                              | No participó                              | No participó                              | No participó                              |
| Total                                     | 2/4                                       | 8                                         | 2                                         | 1                                         | 5                                         | 34                                        | 42                                        | -8                                        |